# Hidetoki Takahashi
 (juin 2025).
Si vous disposez d'ouvrages ou d'articles de référence ou si vous connaissez des sites web de qualité traitant du thème abordé ici, merci de compléter l'article en donnant les références utiles à sa vérifiabilité et en les liant à la section « Notes et références ».
Hidetoki Takahashi (高橋 英辰, Takahashi Hidetoki), né le 11 avril 1916 et mort le 5 février 2000, est un footballeur japonais (attaquant), reconverti par la suite comme entraîneur.